# Eduardo López Rivas
Eduardo López Rivas est un intellectuel, éditeur et journaliste vénézuélien né à Maracaibo le 10 septembre 1850 et mort dans la même ville le 22 juillet 1913. Il a fondé et dirigé plusieurs journaux au Venezuela, dont le journal Diario El Fonógrafo (Le Phonographe). Il est le fondateur et propriétaire de la première maison d'édition du Venezuela à avoir imprimé des gravures et des photos : Imprenta Americana.

## Biographie
Eduardo López Rivas est né à Maracaibo, au Venezuela, le 15 septembre, 1850. Son père était Eduardo López de Triana y Espina, l'un des membres fondateurs du Grand Parti Libéral du Venezuela. Il est allé au « Colegio Federal del Zulia », une prestigieuse école privée de Maracaibo, et à l´âge de 15 ans il part à Marseille, en France, pour poursuivre ses études. Les années qu'il a passé en France ont fait de lui un fervent défenseur des idéaux de liberté de la République française.
Quand il rentre au Venezuela, il est professeur de langues et de dessin à Caracas pendant quelques années, mais le gouvernement autocratique du président Antonio Guzmán Blanco le pousse à changer son métier. Il décide faire quelque chose pour la liberté et commence à écrire des articles contre Guzmán Blanco dans les journaux. De cette façon commence aussi sa carrière de journaliste, inspiré par les idées qu'il avait acquis au cours des années vécues en France.
Il épouse Carmen Bustamante, une jeune fille issue d´une famille des intellectuels, descendant du General Rafael Urdaneta. Le couple eut six enfants, parmi lesquels les journalistes Eduardo López Bustamante, Carlos López Bustamante et Teresa López Bustamante.
Il décède à l'âge de 63 ans, à Maracaibo.

## Journaux
Entre 1873 et 1877 il a fondé cinq journaux à Caracas. El Semanario (L´Hebdomadaire), La Antorcha (La Torche), El Periódico (Le Journal), El Mensajero (Le messager), et El Boletín Mercantil (La Gazette Mercantil). Ces journaux ont tous été fermés par le gouvernement, l'un après l'autre. López Rivas a été persécuté et emprisonné à plusieurs reprises et il a dû fuir son pays et vivre en exil.

### El Fonógrafo
En 1879 López Rivas rentre au Venezuela. Cette fois il est de nouveau à Maracaibo et y fonde le journal El Fonógrafo (Le Phonographe) destiné à la défense du bien-être social. Ce journal a également été fermé par le gouvernement à plusieurs reprises, mais le prestige moral d´El Fonógrafo a rendu toujours possible de relancer ses éditions et de survivre 38 ans de censure et de dictature.
Eugene H. Plumacher, consul américain à Maracaibo entre 1878 et 1919, mentionne El Fonógrafo dans ses mémoires : « Ce journal été l'un de journaux les mieux gérés au Venezuela, avec un ton modeste et raffiné mais ferme et sérieux dans tous les questions relatives au bien être public ». Plumacher écrit aussi sur l'une des nombreuses occasions ou les troupes gouvernementales on pénétré dans les bureaux d´El Fonógrafo: « Toutes les machines de l'atelier d "El Fonógrafo" ont été envoyées au bureau du gouvernement de Maracaibo, pour éditer un journal qui soutenait le président Antonio Guzmán Blanco ».
À cause de son soutien aux Alliés pendant la Première Guerre mondiale, le président Juan Vicente Gómez, sympathisant de l'Empire allemand, a fermé définitivement El Fonógrafo le 23 aout 1917.

### El Zulia ilustrado
En octobre 1888 López Rivas a commencé à publier un magazine mensuel El Zulia ilustrado (Le Zulia illustré). Ce magazine a été consacré à l'histoire et à la culture de l´État de Zulia.
C´était la première publication périodique du Venezuela avec des illustrations et des photographies. Dans chaque numero du magazine il y avait des gravures de paysages de Zulia, des héros locaux et des batailles de l´indépendance du Venezuela, tous dessinés par Eduardo López Rivas. Le dernier numéro d'El Zulia ilustrado est sorti en décembre 1891.

## Maison d'édition « Imprenta Americana»
En 1881, Eduardo López Rivas a créé la maison d´édition Imprenta Americana. Cette maison a commencé à imprimer le journal El Fonógrafo et le magazine El Zulia ilustrado, et également des livres sur plusieurs sujets. La maison est devenue une entreprise bien connue dans l´État de Zulia, avec les techniques les plus avancées de l´époque.
C´était dans cette maison d´édition où, pour la première fois au Venezuela, des photographies et des illustrations ont été imprimées dans une publication périodique. Imprenta Americana a été aussi le premier atelier au Venezuela à imprimer des illustrations en mixant trois couleurs. Cette maison d'édition a remporté plusieurs prix dans des foires nationales et internationales,.
Imprenta Americana a été fermé de façon définitive par le dictateur vénézuélien Juan Vicente Gómez, le 23 août 1917.

## Héritage
Eduardo López Rivas est considéré au Venezuela comme un révolutionnaire de la presse et des arts graphiques, et son nom est toujours associé à la liberté et au bien-être social.Le gouvernement de l´État de Zulia a honoré la mémoire du journaliste en donnant le nom d´Eduardo López Rivas et ses publications aux lieux et événements dans cette région du Venezuela.
- Prix Municipal du Journalisme « Eduardo López Rivas ». Ce prix est donné chaque année par le maire de la ville de Maracaibo. Le prix est décerné au journaliste ayant écrit au cours de l´année les meilleurs articles pour défendre le bien-être social[16].
- Prix "El Zulia ilustrado". Cet prix est donné par le gouvernement de l´État de Zulia au meilleur travail de l´année dans le domain des arts graphiques[17].
- Bibliothèque "Eduardo López Rivas". Eduardo López Rivas est le nom de la bibliothèque de presse de la bibliothèque générale de l´État de Zulia, ouverte au public en 2004[18].
- Pantheon de l´État de Zulia. Le 14 de juin de 2012 le Conseil du Phanteon de l´État de Zulia a approuvé le transfert des restes d´Eduardo López Rivas au Pantheon de l´etat. La cérémonie a eu lieu le 24 février 2015[19],[20].